# پالمتو (جورجیا)
پالمتو، جورجیا (به انگلیسی: Palmetto, Georgia) یک شهر در ایالات متحده آمریکا با جمعیت ۴٬۴۸۸ نفر است که در جورجیا واقع شده‌است.